# Chỉ số giá
Chỉ số giá là một giá trị trung bình chuẩn hóa (thường là một bình quân gia quyền) của các liên quan về giá cho một lớp nhất định hàng hóa hoặc dịch vụ trong một khu vực nhất định, trong một khoảng thời gian nhất định. Đây là một số liệu thống kê được thiết kế để giúp so sánh mức độ của những người thân giá này, nói chung, khác nhau giữa các khoảng thời gian hoặc vị trí địa lý.
Chỉ số giá có một số ứng dụng tiềm năng. Đối với các chỉ số đặc biệt rộng, chỉ số có thể nói là đo mức giá chung của nền kinh tế hoặc chi phí sinh hoạt. Các chỉ số giá hẹp hơn có thể giúp các nhà sản xuất có kế hoạch kinh doanh và định giá. Đôi khi, chúng có thể hữu ích trong việc giúp hướng dẫn đầu tư.
Một số chỉ số giá đáng chú ý bao gồm:
- Chỉ số giá tiêu dùng
- Chỉ số giá sản xuất
- Chỉ số chi phí việc làm
- Chỉ số giá xuất khẩu
- Chỉ số giá nhập khẩu
- Giảm phát GDP